# Episodi di The Dick Powell Show (seconda stagione)
La seconda stagione della serie televisiva The Dick Powell Show è andata in onda negli Stati Uniti dal 25 settembre 1962 al 30 aprile 1963 sulla NBC.
| nº | Titolo originale                     | Prima TV USA      |
| -- | ------------------------------------ | ----------------- |
| 1  | Special Assignment                   | 25 settembre 1962 |
| 2  | Tomorrow, the Man                    | 2 ottobre 1962    |
| 3  | Run Till It's Dark                   | 9 ottobre 1962    |
| 4  | The Doomsday Boys                    | 16 ottobre 1962   |
| 5  | The Sea Witch                        | 23 ottobre 1962   |
| 6  | The Great Anatole                    | 30 ottobre 1962   |
| 7  | Days of Glory                        | 13 novembre 1962  |
| 8  | In Search of a Son                   | 20 novembre 1962  |
| 9  | Borderline                           | 27 novembre 1962  |
| 10 | Pericles on 31st Street              | 12 aprile 1962    |
| 11 | The Court Martial of Captain Wycliff | 11 dicembre 1962  |
| 12 | Crazy Sunday                         | 18 dicembre 1962  |
| 13 | The Big Day                          | 25 dicembre 1962  |
| 14 | The Honorable Albert Higgins         | 1º gennaio 1963   |
| 15 | Project X                            | 8 gennaio 1963    |
| 16 | The Losers                           | 15 gennaio 1963   |
| 17 | Everybody Loves Sweeney              | 22 gennaio 1963   |
| 18 | The Rage of Silence                  | 29 gennaio 1963   |
| 19 | The Judge                            | 5 febbraio 1963   |
| 20 | Luxury Liner                         | 12 febbraio 1963  |
| 21 | Apples Don't Fall Far                | 19 febbraio 1963  |
| 22 | Tissue of Hate                       | 26 febbraio 1963  |
| 23 | Thunder in a Forgotten Town          | 5 marzo 1963      |
| 24 | Colossus                             | 12 marzo 1963     |
| 25 | Charlie's Duet                       | 19 marzo 1963     |
| 26 | The Third Side of a Coin             | 26 marzo 1963     |
| 27 | Epilogue                             | 2 aprile 1963     |
| 28 | The Last of the Big Spenders         | 16 aprile 1963    |
| 29 | The Old Man and the City             | 23 aprile 1963    |
| 30 | Last of the Private Eyes             | 30 aprile 1963    |

## Special Assignment
- Prima televisiva: 25 settembre 1962

### Trama
- Guest star: Frank J. Scannell (Willie), Bobby Johnson (Butler), Wendy Russell (cameriera), David Armstrong (impiegato), Dick Powell (se stesso  - presentatore / Paul Martin), June Allyson (Jeri Brenr), Edgar Bergen (Eugene Swanson), Frances Bergen (Hilda Swanson), Jackie Cooper (Judd Rogers), Lloyd Nolan (Vernon Clay), Mickey Rooney (Putt-Putt Higgins), Barbara Stanwyck (Irene Phillips), Lauren Gilbert (Mr. Hodges), Kurt Russell (Vernon), Gina Gillespie (Eugenia), John Newton (Frankie), Michael Hinn (Biggs), King Calder (dottore), Joe Conley (Tom), Everett Chambers (addetto all'ascensore)

## Tomorrow, the Man
- Prima televisiva: 2 ottobre 1962

### Trama
- Guest star: Lester Maxwell, Frank J. Scannell, Susan Kohner (Miriam Marks), Larry Blyden (Lou Marks), Judson Laire (Donovan), Peter Lazer (Davey Jacobs), Eli Wallach (Manny Jacobs), Kim Hunter (Ruth Jacobs), Richard Karlan, Robert F. Simon, Michael Davis, Richard Correll, Larry Mathews, Frances Weintraub Lax, Jo Helton, Darryl Richard, Dana Pagett, Joey Faye

## Run Till It's Dark
- Prima televisiva: 9 ottobre 1962

### Trama
- Guest star: Joe Scott (croupier), Paul Sorensen (agente di polizia), Jill Jackson (donna titolare), Don Gazzaniga (agente di polizia), Tuesday Weld (Stacy Palmer), Fabian (Jake Cobb), Bert Freed (Henderson), Paul Newlan (camionista), Larry J. Blake (Pit Boss), Jess Kirkpatrick (Gaffer), Frank J. Scannell (Venditore di auto), Will J. White (agente di polizia)

## The Doomsday Boys
- Prima televisiva: 16 ottobre 1962

### Trama
- Guest star: John Damler (Fletcher), Tony Barr (Nick Orsini), Joseph Mell (Luky), John Larch (Sam Baker), Dick Powell (se stesso  - presentatore / Vincent T. Malloy), Peter Falk (dottor Alan Keegan), June Allyson (se stessa  - presentatore), Alejandro Rey (Ysidro Astouga)

## The Sea Witch
- Prima televisiva: 23 ottobre 1962

### Trama
- Guest star: Sid Kane, Buddy Garion, Harry Guardino (Joe Maglie), Carolyn Jones (Cleo Plowright), Ralph Manza, Gerald Mohr (Jerry Plowright), John Ericson (Fitz), Rex Ingram, John Dierkes, Faye Michael Nuell, Michael T. Mikler, Alex Bookston

## The Great Anatole
- Prima televisiva: 30 ottobre 1962

### Trama
- Guest star: Marcel Hillaire, Janine Grandel, Leonid Kinskey (Max), Oscar Beregi Jr. (Emile Turgot), Danielle Roter (ragazza), Jon Silo, Harold Dyrenforth (detective), David Niven (se stesso  - presentatore), Curd Jürgens (Amatole Respighi), Dana Wynter (Barbara Bellamore), Lee Philips (Sam Asher), Robert Roter (ragazzo)

## Days of Glory
- Prima televisiva: 13 novembre 1962

### Trama
- Guest star: Paul Dubov, Athan Karras, Lloyd Bochner (colonnello Juan Valera), Suzanne Pleshette (Marta Van Meer), Wolfe Barzell (Uncle), John Abbott (colonnello Pepe Campos), Charles Boyer (Carlos Morell), Ben Wright, Valentin de Vargas, Lili Valenty, Hal Hamilton, Walter Kray

## In Search of a Son
- Prima televisiva: 20 novembre 1962

### Trama
- Guest star: Jacqueline D'Avril, Roy Engel, Richard Bakalyan, Eva Norde (Ola), Yvonne Craig (Mary Langdon), Ken Walker, Stephen Colt, Teodora Morca (ballerina spagnolo), Jacques Sorel (Albert), David Niven (se stesso  - presentatore), Dick Powell (Alex Harper), Dean Stockwell (Gary Harper), Gladys Cooper (Margaret Langdon), Sebastian Cabot (Jack Potter), Bartlett Robinson, Maria Morca (ballerina spagnolo)

## Borderline
- Prima televisiva: 27 novembre 1962

### Trama
- Guest star: Raymond Guth, Hugh Sanders, John Payne (James J. Fitts), Hazel Court (Pamela Carter), Frank Silvera, Michael Davis (Mike Munoz), Elisha Cook Jr., Pamela Curran, Rupert Crosse, Marcel Hillaire, Johnny Silver, Carlos Romero, William Schallert, Madame Spivy

## Pericles on 31st Street
- Prima televisiva: 12 aprile 1962

### Trama
- Guest star: Chris Carter, Miriam Goldina, Carroll O'Connor (Leonard Barsevick), Arthur O'Connell (Dan Ryan), Strother Martin, Karl Swenson, Dabbs Greer (Gavin), Peter Whitney, Milton Selzer (Sol Raidman), Theodore Bikel (Nicholas Simonakis), Margaret Field, Adrienne Marden, Kathleen Freeman, Nancy DeCarl, Kurt Russell, Eddie Rosson, Shari Lee Bernath

## The Court Martial of Captain Wycliff
- Prima televisiva: 11 dicembre 1962

### Trama
- Guest star: Larry J. Blake, John Newton, Alexander Scourby (generale Secour), Charles Ruggles (Seals), Edward Platt, Martin Brandt (Closter), Robert Webber (capitano John Wycliff), Dick Powell (se stesso  - presentatore / Major Ed Clayborn), Dina Merrill (Mrs. Eve Emerson), Edward Andrews (colonnello John Fuller), Ed Begley (maggiore George Torsett), Robert Keith (generale Johanson), James MacArthur (Jack Doffer), Celia Lovsky, Ed Peck, David Armstrong

## Crazy Sunday
- Prima televisiva: 18 dicembre 1962

### Trama
- Guest star: Harold Fong, John Hale, Rip Torn (Joel Coles), Vera Miles (Stella Calman), Ruta Lee (Eva Gobel), Barry Sullivan (Miles Calman), David Niven (se stesso  - presentatore), Dana Andrews (Nat Keough), King Calder, Noreen Nash, Lauren Gilbert, Noel Drayton, Lou Byrne

## The Big Day
- Prima televisiva: 25 dicembre 1962

### Trama
- Guest star: John Alvin (Stan), Olan Soule (cliente), Victor Izay (Brown), Henry Hunter (Mr. Graves), Robert Morley (Fred Komack), Joan Blondell (Emily Komack), Jack Cassidy (Roth), Dennis James (Brooks), Everett Sloane (J.S. Hobart), Michael Fox (Phil), Richard Bakalyan (Justin Wolf), John Newton (Martin), Sally Hughes (Edith), Ralph Moody (uomo), Ross Elliott (Pete Bordon), Kurt Russell (ragazzo), Robert Carson (Doug), LaWana Backer (segretario/a), Terry House (Jimmy Graves)

## The Honorable Albert Higgins
- Prima televisiva: 1º gennaio 1963

### Trama
- Guest star: Danny Klega, Hugh Sanders, Barbara Rush (Emmy Lou Higgins), Tom Ewell (Congressman Albert Higgins), Jay Novello (Jopur), Vaughn Taylor, Vito Scotti (Karam), Carol Veazie, Carl Benton Reid, Edgar Barrier, John Litel, Wilton Graff, Hugh Lawrence, Gene Benton, David Ahdar

## Project X
- Prima televisiva: 8 gennaio 1963

### Trama
- Guest star: Paul Lambert (Tom Finley), Leon Askin (dottor Hoffman), Herbert Patterson, Bing Russell, John Newton (dottore), William Pullen (Flight Director), June Allyson (se stessa  - presentatore), Michael Rennie (generale Conrad Munday), Gena Rowlands (Mrs. Canfield), Steve Forrest (Roger Canfield), Bert Remsen

## The Losers
- Prima televisiva: 15 gennaio 1963

### Trama
- Guest star: Charles Horvath (Mulana), Jack Perkins (Farr), Kelly Thordsen (Frank Davis), Paul Stader (Monroe), Charles Boyer (se stesso  - presentatore), Lee Marvin (Dave Blassingame), Keenan Wynn (Burgundy Smith), Rosemary Clooney (Melissa), Adam Lazarre (Blind Johnny), Michael Davis (Tim), Mike Mazurki (Mr. Anston), Dub Taylor (Gregory), Carmen Phillips (Jeen), Elaine Walker (Diedre), Russ Brown (Isaiah)

## Everybody Loves Sweeney
- Prima televisiva: 22 gennaio 1963

### Trama
- Guest star: Jess Kirkpatrick (Peterson), Carl Milletaire (Sanford), Buddy Lewis (cameriere), Don 'Red' Barry (Dan), Mickey Rooney (Sweeney Tomlin), Joanne Linville (Aura Tomlin), Dennis James, David White, Ross Martin (Vince Baker), Alan Reed (Morty), Mary Webster (Jill), Kelly Thordsen (giudice), Jack Albertson (Wilcox), Mike Mazurki (Venturi), Barry Kelley (Soames), Frank Sinatra (se stesso—Guest Host)

## The Rage of Silence
- Prima televisiva: 29 gennaio 1963

### Trama
- Guest star: Mike Farrell, Bee Tompkins, Fred Essler (Mr. Potovsky), Monica Keating (Mrs. Scott), Marlene Willis (ragazza), Marjorie Bennett, Alan Carney, Hazel Shermet, Jean Hale (ragazza), David Niven (se stesso  - presentatore), Peter Falk (Martin), Carol Lynley (Elise), Fred Beir (Don), Buddy Lewis, Harry Wilson, Will J. White, Paul Sorensen, Matty Jordan

## The Judge
- Prima televisiva: 5 febbraio 1963

### Trama
- Guest star: Walter Mathews, Ronald Long, Edward Binns (Matthew Connors), Otto Kruger (Justice Caleb Cooke), Elisha Cook Jr. (Moxie), John Anderson, Sondra Blake, Robert Bolger (Tony Figlia), David Niven (se stesso  - presentatore), Richard Basehart (giudice Zachary), Nico Minardos (Parole Officer), Mary Murphy (Karen Holm), Robert Crawford Jr. (Dave Zachary), Marcel Dalio, Kelly Thordsen

## Luxury Liner
- Prima televisiva: 12 febbraio 1963

### Trama
- Guest star: Mike De Anda, Frank London, Oscar Beregi Jr. (La Guerne), Ed Kemmer (Sam Barrett), H. Haile Chace (Assistant Purser), Danny Scholl (Mr. Marion), James Stewart (se stesso  - presentatore), Rory Calhoun (capitano Victor Kilhgren), Carroll O'Connor (dottor Lyman Savage), Jan Sterling (Selena Royce), Ludwig Donath (Jan Veltman), Francine York, Donald Foster, Lillian Bronson, Michael Davis (Digo)

## Apples Don't Fall Far
- Prima televisiva: 19 febbraio 1963

### Trama
- Guest star: Richard Bull (Chino Inmate), Don Diamond (Chino Inmate), James E. dePriest (Pratt), Richard Angarola (Younger Alvarez), Michael Kane (Mark Brill), Johnny Crawford (Pete Johnson), Joe De Santis, David Wayne (Alex Johnson), Sally Brophy (Mrs. Fielder), Bernard Kates (dottor Levin), Frank Puglia (Elder Alvarez), Ann Loos (Miss Korwin), David Winters (Chino Inmate), David Niven (se stesso - presentatore ospite)

## Tissue of Hate
- Prima televisiva: 26 febbraio 1963

### Trama
- Guest star: Elisabeth Fraser (Annie), Eduard Franz (dottor Bert Jacobson), Adrienne Marden, Liam Sullivan (dottor Kurtz), Booth Colman (Warden), Charles Boyer (se stesso  - presentatore), Henry Fonda (dottor Victor Fallon), Polly Bergen (Paula Miles), Gloria Vanderbilt (Connie Carmichael), John Larkin (dottor Eli Bell), Milt Kogan, Allyson Ames

## Thunder in a Forgotten Town
- Prima televisiva: 5 marzo 1963

### Trama
- Guest star: Ellen Corby, William Schallert, Pat O'Brien (aiutante impiegato), David Janssen (Kenneth 'Ken' Morgan), Gary Crosby (politico), Jackie Coogan (negoziante), David Niven (se stesso - presentatore), Jackie Cooper (John Reardon), Dewey Martin (sceriffo Baird), Susan Oliver (Ann Williams), Robert Emhardt (Ad Wiley), Edie Adams (Model), Milton Berle (dealer al blackjack), Joey Bishop (Walter), Alan Reed, Harry Whisner

## Colossus
- Prima televisiva: 12 marzo 1963

### Trama
- Guest star: Valentin de Vargas (lavoratore nel ranch), Charles Seel (Precinct Worker), Robert Taylor (se stesso—presentatore ospite), David Renard (lavoratore nel ranch), William Shatner (Eric Tegman), Robert Brown (John Michael Reardon), Geraldine Brooks (Ruth Corbett), Frank Overton (Dan Corbett), Joan Staley (Kathy Quire), Oscar Beregi Jr. (Sam Barnable), Lee Van Cleef (Salty), Jerry Hausner (Mr. Kilby), John Newton (Assistant Director), Will Kuluva (Santella)

## Charlie's Duet
- Prima televisiva: 19 marzo 1963

### Trama
- Guest star: Julie London (Linda Baxter), Richard LePore (Eddie), Cesar Romero (Louis Samson), Jules Munshin (Jackson), Army Archerd (Casino Teller), Jim Backus (Monte), Milton Berle (se stesso - presentatore ospite), Anthony Franciosa (Charlie Harris), Zsa Zsa Gábor (ragazza), Henry Slate (Hoodlum)

## The Third Side of a Coin
- Prima televisiva: 26 marzo 1963

### Trama
- Guest star: Marta Kristen (Joan Kent), Jeanne Bal (Miriam Kent), Veronica Cartwright, Morgan Brittany, Larry J. Blake (portiere), Donald Losby (John Kent), John Wayne (John Wayne  - presentatore), June Allyson (Rosalind Cramer), John Forsythe (Peter Kent), Hugh Marlowe (William Kent), Tommy Farrell (usciere)

## Epilogue
- Prima televisiva: 2 aprile 1963

### Trama
- Guest star: Claude Akins (Police Lieutenant), Ricardo Montalbán (Stephen Baird), Patricia Breslin (Susan Baird), Robert Crawford Jr. (Ted Baird), David Niven (se stesso  - presentatore), Lee Marvin (Finn), Sondra Blake

## The Last of the Big Spenders
- Prima televisiva: 16 aprile 1963

### Trama
- Guest star: Robert Redford (Nick Oakland), Inger Stevens (Adele Hughes), Norman Fell (dottor Joseph Greer), Herschel Bernardi (Christopher Burton), Jackie Cooper (se stesso—Host), Dana Andrews (Paul Oakland), William Pullen, Lou Byrne, Bert Holland

## The Old Man and the City
- Prima televisiva: 23 aprile 1963

### Trama
- Guest star: Alice Backes, Jim Boles, Dennis Morgan (dottor Clay Maitland), John Larkin (Joe Dominic), Kenneth Tobey (Burke O'Hara), Alex Nicol, Gene Raymond (Ben Solomon), June Allyson (se stessa  - presentatore), Charles Ruggles (giudice Fairbrother), Bruce Dern, Joan Blackman, Charles Bickford (Big Jake Hollander), Edward Binns (Deke Barron), Paulene Myers, Robert Karnes, Lyle Sudrow, Michael Fox, Todd Lasswell

## Last of the Private Eyes
- Prima televisiva: 30 aprile 1963

### Trama
- Guest star: Kim Carroll, Delores Wells, Arnold Stang (Donald Joe), Janis Paige (Lavern), Joyce Jameson, Lawrence Dobkin (Paul), Keenan Wynn (Keenan Wynn), Ronald Reagan (se stesso  - presentatore), Robert Cummings (J.F. Kelly), Eddie 'Rochester' Anderson (Eddie Anderson), William Bendix (George Lane), Sebastian Cabot (Sebastian Cabot), Macdonald Carey (tenente Duff Peterson), Linda Christian (Susan Lane), Jeanne Crain (Elsie), Jay C. Flippen (Jay C. Flippen), William Lundigan (Frank Jeffers), Buddy Lewis, Maurice Dallimore, Eleanor Audley, Eve English